# Термохромія
Термохромія (англ. thermochromism) —

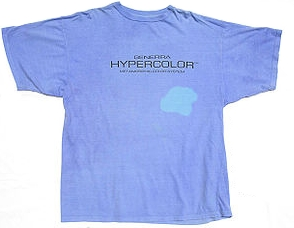
Приклад термохромії на футболці. Фен був використаний для зміни синього до бірюзового.

- 1. Спектральні зміни (як правило, але не обов'язково, у видимій області спектру), що спостерігаються при термічно індукованих оборотних перетвореннях молекулярних структур чи систем (розчинів).
- 2. Оборотна зміна забарвлення хімічної сполуки під впливом зміни температури. Спостерігається при вищих температурах, термохромна форма має максимум поглинання, зсунутий в сторону довших хвиль. Типовий приклад — діантрон.